# Puchar Europy Zdobywczyń Pucharów siatkarek (1988/1989)
Puchar Europy Zdobywczyń Pucharów 1988/1989 – 17. sezon turnieju rozgrywanego od 1978 roku, organizowanego przez Europejską Konfederację Piłki Siatkowej (CEV) w ramach europejskich pucharów dla żeńskich klubowych zespołów siatkarskich "starego kontynentu".

## Drużyny uczestniczące
- Tormo Barbera Xativa
- RC Cannes
- Paloma Branik Maribor
- Olympiakos Neapoleos Nikozja
- Velkot Karhulan
- Slagelse VB Klub
- Longa'59 Lichtenvoorde
- UVC Woestenroth Salzburg
- BTV Luzern
- Hermanas Werwik
- CJD Fuerbach Stuttgart
- ADK Ałma-Ata
- Philathilikos Saloniki
- Traktor Schwerin
- Galatasaray SK
- CSKA Moskwa
- Hapoel Mate Asher
- Lewski-Spartak Sofia
- Slávia UK Bratysława
- Assovini Amatori Bari
- Újpest Dózsa

## Rozgrywki

### Runda wstępna
| Data        | Drużyna 1              | Wynik | Drużyna 2                    | Sety                            |
| ----------- | ---------------------- | ----- | ---------------------------- | ------------------------------- |
| 05.11.1988  | Tormo Barbera Xativa   | 3:2   | RC Cannes                    | 15:10, 7:15, 15:10, 13:15, 15:4 |
| 11.11.1988  | Tormo Barbera Xativa   | 1:3   | RC Cannes                    | 12:15, 15:4, 10:15, 10:15       |
| 05.11.1988  | Paloma Branik Maribor  | 3:0   | Olympiakos Neapoleos Nikozja |                                 |
| 012.11.1988 | Paloma Branik Maribor  | 3:0   | Olympiakos Neapoleos Nikozja | 15:2, 15:1, 15:1                |
| 05.11.1988  | Velkot Karhulan        | 3:0   | Slagelse VB Klub             | 15:5, 15:5, 15:4                |
| 11.11.1988  | Velkot Karhulan        | 3:0   | Slagelse VB Klub             | 15:10, 15:1, 15:9               |
| 06.11.1988  | Longa'59 Lichtenvoorde | 3:0   | UVC Woestenroth Salzburg     | 15:4, 15:10, 15:6               |
| 13.11.1988  | Longa'59 Lichtenvoorde | 3:1   | UVC Woestenroth Salzburg     | 15:7, 15:7, 9:15, 15:12         |
| 06.11.1988  | BTV Luzern             | 3:1   | Hermanas Werwik              | 15:3, 8:15, 17:15, 15:10        |
|             | BTV Luzern             | 2:3   | Hermanas Werwik              |                                 |

### 1/8 finału
| Data       | Drużyna 1              | Wynik | Drużyna 2             | Sety                            |
| ---------- | ---------------------- | ----- | --------------------- | ------------------------------- |
| 03.12.1988 | CJD Fuerbach Stuttgart | 2:3   | ADK Ałma-Ata          |                                 |
| 12.12.1988 | CJD Fuerbach Stuttgart | 2:3   | ADK Ałma-Ata          |                                 |
| 04.12.1988 | Philathilikos Saloniki | 0:3   | RC Cannes             | 10:15, 7:15, 8:15               |
| 10.12.1988 | Philathilikos Saloniki | 0:3   | RC Cannes             | 7:15, 7:15, 4:15                |
| 04.12.1988 | Velkot Karhulan        | 2:3   | SC Traktor Schwerin   | 15:7, 10:15, 1:15, 15:11, 11:15 |
| 10.12.1988 | Velkot Karhulan        | 0:3   | SC Traktor Schwerin   | 2:15, 3:15, 8:15                |
| 03.12.1988 | Longa`59 Lichtenvoorde | 1:3   | Galatasaray Stambuł   | 16:14, 6:15, 11:15, 6:15,       |
| 10.12.1988 | Longa`59 Lichtenvoorde | 1:3   | Galatasaray Stambuł   | 13:15, 14:16, 15:13, 2:15       |
|            | CSKA Moskwa            | 3:0   | Paloma Branik Maribor |                                 |
|            | CSKA Moskwa            | 3:1   | Paloma Branik Maribor |                                 |
| 04.12.1988 | Hapoel Mate Asher      | 0:3   | Lewski-Spartak Sofia  | 6:15, 3:15, 9:15                |
| 11.12.1988 | Hapoel Mate Asher      | 0:3   | Lewski-Spartak Sofia  | 2:15, 2:15, 3:15                |
| 11.12.1988 | BTV Luzern             | 0:3   | Slávia UK Bratysława  | 5:15, 6:15, 8:15,               |
| 12.12.1988 | BTV Luzern             | 1:3   | Slávia UK Bratysława  | 6:15, 9:15, 15:12, 8:15         |
| 03.12.1988 | Assovini Amatori Bari  | 3:0   | Újpest Dózsa          | 15:11, 15:7, 15:2               |
| 11.12.1988 | Assovini Amatori Bari  | 3:1   | Újpest Dózsa          |                                 |

### Ćwierćfinał
| Data       | Drużyna 1            | Wynik | Drużyna 2             | Sety                           |
| ---------- | -------------------- | ----- | --------------------- | ------------------------------ |
| 11.01.1989 | ADK Ałma-Ata         | 3:0   | RC Cannes             | 15:5, 15:9, 15:10              |
| 18.01.1989 | ADK Ałma-Ata         | 3:0   | RC Cannes             | 15:9, 15:7, 15:13              |
| 17.01.1989 | Galatasaray Stambuł  | 1:3   | SC Traktor Schwerin   | 4:15, 16:14, 14:16, ?:15, 1:45 |
| 18.01.1989 | Galatasaray Stambuł  | 0:3   | SC Traktor Schwerin   | 5:15, 7:15, 9:15               |
|            | CSKA Moskwa          | 3:0   | Lewski-Spartak Sofia  |                                |
| 18.01.1989 | CSKA Moskwa          | 1:3   | Lewski-Spartak Sofia  | 7:15, 12:15, 16:14, 10:15      |
| 11.01.1989 | Slávia UK Bratysława | 3:0   | Assovini Amatori Bari | 15:5, 15:1, 15:10              |
| 18.01.1989 | Slávia UK Bratysława | 0:3   | Assovini Amatori Bari | 4:15, 8:15, 9:15               |

### Turniej finałowy
Bari

#### Mecze o rozstawienie
| Data       | Drużyna 1           | Wynik | Drużyna 2            | Sety                            |
| ---------- | ------------------- | ----- | -------------------- | ------------------------------- |
| 12.02.1989 | ADK Ałma-Ata        | 3:0   | Slávia UK Bratysława | 15:3, 15:7, 15:5                |
| 12.02.1989 | SC Traktor Schwerin | 3:2   | CSKA Moskwa          | 15:13, 15:11, 6:15, 1:15, 15:12 |

#### Półfinał
| Data       | Drużyna 1           | Wynik | Drużyna 2            | Sety                    |
| ---------- | ------------------- | ----- | -------------------- | ----------------------- |
| 13.02.1989 | ADK Ałma-Ata        | 3:0   | CSKA Moskwa          | 15:11, 15:10, 15:10     |
| 13.02.1989 | SC Traktor Schwerin | 3:1   | Slávia UK Bratysława | 6:15, 15:9, 15:4, 18:16 |

#### Mecz o 3. miejsce
| Data       | Drużyna 1   | Wynik | Drużyna 2            | Sety              |
| ---------- | ----------- | ----- | -------------------- | ----------------- |
| 14.02.1989 | CSKA Moskwa | 3:0   | Slávia UK Bratysława | 15:9, 15:11, 15:8 |

#### Finał
| Data       | Drużyna 1    | Wynik | Drużyna 2           | Sety                     |
| ---------- | ------------ | ----- | ------------------- | ------------------------ |
| 14.02.1989 | ADK Ałma-Ata | 3:1   | SC Traktor Schwerin | 15:7, 4:15, 15:11, 15:13 |

## Klasyfikacja końcowa
| Miejsce | Drużyna              |
| ------- | -------------------- |
| złoto   | ADK Ałma-Ata         |
| srebro  | Traktor Schwerin     |
| brąz    | CSKA Moskwa          |
| 4.      | Slávia UK Bratysława |